# Sonata per a piano núm. 26 (Beethoven)
La Sonata per a piano núm. 26, en mi bemoll major, op. 81a va ser composta per Beethoven entre 1809 i 1810. La va dedicar al seu alumne i amic l'arxiduc Rodolf d'Àustria, el germà petit de l'Emperador. El sobrenom de la sonata «Els adéus» (en alemany Lebewohl) es refereix a la sortida de l'arxiduc Rodolf que el 1809, es va veure obligat a deixar Viena amb motiu de la batalla de Wagram.
Aquesta sonata, posterior en dos anys a la Cinquena Simfonia i contemporània del Cinquè concert per a piano.

## Estructura
La sonata comprèn tres moviments:
1. Adagio - Allegro
2. Andante espressivo
3. Vivacissimamente

El primer moviment simbolitza l'exili i els penediments. S'inicia lentament amb tres notes descendents subtitulades pel compositor mateix le-be-wohl (adéu). Després de setze compassos comença el tema principal de l'allegro, construït sobre el mateix motiu rítmic de tres notes que simbolitzen la paraula lebewohl.
Els segon moviment, titulat "L'absència", i el tercer, titulat "La tornada", van ser escrits poc després de la tornada de l'arxiduc a la capital austríaca. El tercer moviment és alegre i expressiu.

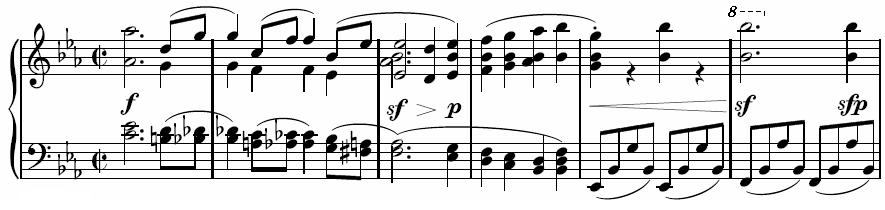
Tema principal (compassos 17 a 22) del 1r moviment